# Jean Carlos Peña
Pour les articles homonymes, voir Peña (homonymie).
Né le 24 octobre 1979, Jean Carlos Peña est un karatéka vénézuélien connu pour avoir remporté une médaille d'argent en kumite individuel masculin moins de 65 kilos aux championnats du monde de karaté 1998 à Rio de Janeiro, au Brésil.

## Palmarès
- 1998 :  Médaille d'argent en kumite individuel masculin moins de 65 kilos aux championnats du monde de karaté 1998 à Rio de Janeiro, au Brésil[2].
- 2006 : Cinquième en kumite individuel masculin moins de 70 kilos aux championnats du monde de karaté 2006 à Tampere, en Finlande[3].